# تکنیک تحریک تکانه
تکنیک تحریک تکانه‌ای (IET) یک تکنیک توصیف مواد غیر مخرب برای تعیین خواص الاستیک و اصطکاک داخلی یک ماده مورد نظر است. این تکنیک فرکانس‌های تشدید را برای محاسبه مدول یانگ، مدول برشی، نسبت پواسون و اصطکاک داخلی اشکال از پیش تعریف‌شده مانند میله‌های مستطیلی، میله‌های استوانه‌ای و نمونه‌های دیسکی اندازه‌گیری می‌کند. اندازه‌گیری‌ها را می توان در دمای اتاق یا در دماهای بالا (تا 1700 درجه سانتیگراد) تحت اتمسفرهای مختلف انجام داد.
اصل اندازه‌گیری بر پایه ضربه زدن به نمونه با یک پرتابه کوچک و ثبت سیگنال ارتعاش القایی با سنسور پیزوالکتریک، میکروفون، ارتعاش سنج لیزری داپلر یا شتاب سنج است. برای بهینه‌سازی نتایج می‌توان از میکروفون یا ارتعاش سنج لیزری استفاده کرد زیرا هیچ تماسی بین قطعه آزمایش و سنسور وجود ندارد. ارتعاش سنج‌های لیزری برای اندازه‌گیری سیگنال‌ها در خلاء ترجیح داده می‌شوند. پس از آن، سیگنال ارتعاشی به‌دست آمده در حوزه زمان با استفاده از یک تبدیل فوریه سریع به حوزه فرکانس تبدیل می‌شود. نرم افزار اختصاصی فرکانس تشدید را با دقت بالا برای محاسبه خواص الاستیک براساس تئوری پرتو کلاسیک تعیین می‌کند.

## خواص الاستیک
فرکانس‌های تشدید متفاوتی می‌توانند بسته به موقعیت سیم‌های پشتیبانی، تکانه مکانیکی و میکروفون تحریک شوند. دو فرکانس تشدید مهم عبارت‌اند از خمشی که توسط مدول یانگ نمونه کنترل می‌شود و فرکانس پیچشی که توسط مدول برشی برای مواد همسانگرد کنترل می‌شود.
برای اشکال از پیش تعریف شده مانند میله‌های مستطیلی، دیسک‌ها، میله‌ها و چرخ‌های سنگ زن، نرم افزار اختصاصی خواص الاستیک نمونه را با استفاده از ابعاد نمونه، وزن و فرکانس تشدید محاسبه می کند (ASTM E1876-15).

ارتعاش قطعه آزمایش در حالت خمشی

### حالت خمشی
شکل اول نمونه‌ای از ارتعاش قطعه آزمایشی در حالت خمشی را نشان می‌دهد. این ارتعاش القایی به عنوان حالت ارتعاش خارج از صفحه نیز نامیده می‌شود. ارتعاش درون صفحه با چرخاندن نمونه 90 درجه بر روی محور موازی با طول آن تحریک می‌شود. فرکانس طبیعی این حالت ارتعاش خمشی ویژگی مدول یانگ پویا است. برای به حداقل رساندن استهلاک قطعه آزمایش، باید در گره‌هایی که دامنه ارتعاش صفر است، پشتیبانی شود. قطعه آزمایش به طور مکانیکی در یکی از ضدگره‌ها تحریک می‌شود تا حداکثر لرزش را ایجاد کند.

ارتعاش قطعه آزمایش در حالت پیچشی

### حالت پیچشی
شکل دوم نمونه‌ای از یک قطعه آزمایشی را نشان می‌دهد که در حالت پیچشی ارتعاش می‌کند. فرکانس طبیعی این ارتعاش برای مدول برشی مشخص است. برای به حداقل رساندن استهلاک قطعه آزمایش، باید در مرکز هر دو محور حمایت شود. تحریک مکانیکی باید در یک گوشه انجام شود تا به جای خم کردن تیر آن را بپیچاند.

### نسبت پواسون
نسبت پواسون معیاری است که در آن یک ماده تمایل به انبساط در جهت‌های عمود بر جهت تراکم را دارد. پس از اندازه‌گیری مدول یانگ و مدول برشی، نرم‌افزار اختصاصی نسبت پواسون را با استفاده از قانون هوک تعیین می‌کند که تنها می‌تواند بر اساس استانداردهای مختلف برای مواد همسانگرد به‌ کار برود.

### اصطکاک داخلی / استهلاک
میرایی مواد یا اصطکاک داخلی با کاهش دامنه ارتعاش نمونه در ارتعاش آزاد به عنوان کاهش لگاریتمی مشخص می‌شود. رفتار میرایی ناشی از فرآیندهای غیر الاستیکی است که در یک جامد تحت فشار رخ می‌دهد، مانند میرایی ترموالاستیک، میرایی مغناطیسی، میرایی چسبناک، میرایی عیب، . . . به عنوان مثال، عیب‌های مواد مختلف (جابه‌جایی، محل‌های خالی، ...) می‌تواند به افزایش اصطکاک داخلی بین عیبهای ارتعاشی و مناطق مجاور کمک کند.

### روش‌های دینامیک در مقابل استاتیک
با توجه به اهمیت خاصیت‌های الاستیک برای کاربردهای طراحی و مهندسی، تعدادی از تکنیک‌های آزمایشی توسعه یافته‌اند و می‌توان این تکنیک‌ها را به 2 گروه طبقه‌بندی کرد. روش‌های استاتیکی و دینامیکی. روش‌های استاتیکی (مانند آزمایش خمش چهار نقطه‌ای و نانو فرورفتگی) براساس اندازه‌گیری مستقیم تنش‌ها و کرنش‌ها در طول آزمایش‌های مکانیکی است. روش‌های دینامیکی (مانند طیف‌سنجی اولتراسوند و تکنیک تحریک تکانه) مزیتی نسبت به روش‌های استاتیکی دارند، زیرا اندازه‌گیری‌ها نسبتاً سریع و ساده هستند و کرنش‌های الاستیک کوچکی دارند. بنابراین، IET برای مواد متخلخل و شکننده مانند سرامیک‌ها، مواد نسوز،... بسیار مناسب است. این تکنیک همچنین می‌تواند به راحتی برای آزمایش‌هایی با دمای بالا اصلاح شود و در آن‌ها فقط مقدار کمی از مواد در دسترس باشد.

## دقت و عدم قطعیت
مهم‌ترین پارامتر برای تعریف عدم قطعیت اندازه‌گیری، جرم و ابعاد نمونه است. بنابراین، هر پارامتر باید با سطح دقت 0.1٪ اندازه‌گیری (و آماده سازی) شود. خصوصاً، ضخامت نمونه بسیار مهم است (مرتبه سوم در معادله برای مدول یانگ). در این صورت، دقت کلی 1% را می‌توان عملاً در بیشتر برنامه‌ها به‌دست آورد.

## کاربردها
تکنیک تحریک تکانه را می‌توان در طیف وسیعی از برنامه‌ها استفاده کرد. امروزه، تجهیزات IET می‌توانند اندازه‌گیری‌هایی را بین 50- درجه سانتی‌گراد و 1700 درجه سانتی‌گراد در اتمسفرهای مختلف (هوا، بی اثر، خلاء) انجام دهند. IET بیشتر در تحقیقات و به عنوان ابزار کنترل کیفیت برای مطالعه انتقال‌ها به عنوان تابعی از زمان و دما استفاده می‌شود. با مطالعه خاصیت‌های ارتجاعی و میرایی می‌توان نگرشی دقیق از ساختار کریستالی مواد به‌دست آورد. به عنوان مثال، برهم‌کنش جابه‌جایی‌ها و عیب‌های نقطه‌ای در فولادهای کربنی مورد بررسی قرار می‌گیرد. همچنین آسیب مادی متراکم شده در طی عملیات شوک حرارتی را می‌توان برای مواد نسوز تعیین کرد. این می‌تواند یک مزیت در درک خاصیت‌های فیزیکی مواد خاص باشد. در‌نهایت می‌توان از این تکنیک برای بررسی کیفیت سیستم‌ها استفاده کرد. در این حالت برای به‌دست آوردن طیف فرکانس مرجع به یک قطعه مرجع نیاز است. به عنوان مثال، بلوک‌های موتور را می‌توان با ضربه زدن روی آن‌ها و مقایسه سیگنال ضبط شده با سیگنال از پیش ضبط شده یک بلوک موتور مرجع آزمایش کرد. با استفاده از الگوریتم‌های تحلیل خوشه‌ای ساده یا تحلیل مؤلفه‌های اصلی، تشخیص الگوی نمونه با مجموعه‌ای از سیگنال‌های از پیش ضبط‌شده نیز قابل دستیابی است.

## همبستگی های تجربی

### میله مستطیلی

#### مدول یانگ
{\displaystyle E=0.9465\left({\frac {mf_{f}^{2}}{b}}\right)\left({\frac {L^{3}}{t^{3}}}\right)T}
با
{\displaystyle T=1+6.585\left({\frac {t}{L}}\right)^{2}}
E مدول یانگ
m جرم
ff فرکانس خمشی
ب عرض
L طول
t ضخامت
T ضریب تصحیح
ضریب تصحیح فقط در صورتی قابل استفاده است که L/t ≥ 20 باشد!

#### مدول برشی
{\displaystyle G={\frac {4Lmf_{t}^{2}}{bt}}R}
با
{\displaystyle R=\left[{\frac {1+\left({\frac {b}{t}}\right)^{2}}{4-2.521{\frac {t}{b}}\left(1-{\frac {1.991}{e^{\pi {\frac {b}{t}}}+1}}\right)}}\right]\left[1+{\frac {0.00851b^{2}}{L^{2}}}\right]-0.060\left({\frac {b}{L}}\right)^{\frac {3}{2}}\left({\frac {b}{t}}-1\right)^{2}}
توجه داشته باشید که فرض می کنیم که b≥t
G مدول برشی
ft فرکانس پیچشی
m جرم
b عرض
L طول
t ضخامت
R ضریب تصحیح

### میله استوانه‌ای

#### مدول یانگ
{\displaystyle E=1.6067\left({\frac {L^{3}}{d^{4}}}\right)mf_{f}^{2}T'}
با
{\displaystyle T'=1+4.939\left({\frac {d}{L}}\right)^{2}}
E مدول یانگ
m جرم
f f فرکانس خمشی
d قطر
L طول
T' ضریب تصحیح
ضریب تصحیح فقط در صورتی قابل استفاده است که L/d ≥ 20 باشد!

#### مدول برشی
{\displaystyle G=16\left({\frac {L}{\pi d^{2}}}\right)mf_{t}^{2}}
با
ft فرکانس پیچشی
m جرم
d قطر
L طول

### نسبت پواسون
اگر مدول یانگ و مدول برشی را بدانیم، نسبت پواسون را می‌توانیم با توجه به موارد زیر محاسبه کنیم:
{\displaystyle \nu =\left({\frac {E}{2G}}\right)-1}

### ضریب میرایی
سیگنال ارتعاش القایی (در حوزه زمان) به عنوان مجموع توابع سینوسی میرای نمایی مطابق روابط زیر است:

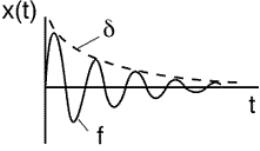
سینوس میرایی

{\displaystyle x\left(t\right)=\sum Ae^{-kt}\sin \left(2\pi ft+\phi \right)}
با
f فرکانس طبیعی
δ = kt کاهش لگاریتمی
در این مورد، پارامتر میرایی Q -1 را می توان به صورت زیر تعریف کرد:
{\displaystyle Q^{-1}={\frac {\Delta W}{2\pi W}}={\frac {k}{\pi f}}} با W انرژی سیستم

## کاربردهای گسترده IET: روش Resonalyser

### رفتار مواد همسانگرد در مقابل ارتوتروپیک
خاصیت‌های الاستیک ایزوتروپیک را می‌توان با استفاده از فرمول‌های تجربی توصیف شده در بالا برای مدول یانگ E، مدول برشی G و نسبت پواسون v یافت. برای مواد همسانگرد، رابطه بین کرنش‌ها و تنش‌ها در هر نقطه از ورق‌های مسطح با ماتریس انعطاف‌پذیری [S] در عبارت زیر ارائه می‌شود:
در این عبارت ε1 و ε2 کرنش‌های نرمال در جهت 1 و 2 و Υ12 کرنش برشی است. σ1 و σ2 تنش‌های نرمال و τ12 تنش برشی است. جهت‌گیری محورهای 1 و 2 در شکل فوق دلخواه است. این بدان معناست که مقادیر E ،G و v در هر جهت مادی یکسان هستند.
رفتار مواد پیچیده‌تر مانند رفتار مواد ارتوتروپیک را می‌توان با روش‌های گسترده IET شناسایی کرد. زمانی که خاصیت‌های کشسانی نسبت به یک سیستم مستطیلی از محورهای دکارتی متقارن باشد، ماده‌ای ارتوتروپیک نامیده می‌شود. در حالت تنش دوبعدی، مانند ورقه‎‌های نازک، روابط تنش-کرنش برای مواد ارتوتروپیک تبدیل می‌شود:
E1 و E2 مدول‌های یانگ در جهت 1 و 2 و G12 مدول برشی داخل صفحه است. v12 نسبت پواسون اصلی و v21 نسبت پواسون فرعی است. ماتریس انعطاف پذیری [S] متقارن است. بنابراین اگر E1 ، E2 و v12 شناخته شده باشند، نسبت پواسون جزئی را می‌توان یافت.
شکل بالا نمونه‌هایی از مواد معمولی ارتوتروپیک را نشان می‌دهد: کامپوزیت‌های تقویت شده یک طرفه لایه‌ای با جهت الیاف موازی با لبه‌های صفحه، کامپوزیت‌های تقویت شده دو جهته لایه‌ای، کامپوزیت‌های تقویت شده با الیاف کوتاه با جهت ترجیحی (مانند تخته‌های خرده چوب)، پلاستیک‌هایی با اولویت جهت‌گیری، ورق‌های فلزی نورد شده، و موارد دیگر. . .

### IET گسترده برای رفتار مواد ارتوتروپیک
روش‌های استاندارد برای شناسایی دو مدول یانگ E1 و E2 به دو آزمون کشش خمشی IET نیاز دارند، یکی در یک برش تیر در امتداد جهت 1 و دیگری در یک برش تیر در امتداد جهت 2. اگر کرنش‌های عرضی نیز در طول آزمایش‌های کشش اندازه‌گیری شوند، نسبت‌های پواسون اصلی و فرعی را می‌توان شناسایی کرد. شناسایی مدول برشی در صفحه نیاز به آزمایش برشی اضافه در صفحه دارد.
"رویه تشدید کننده" توسعه IET با استفاده از روش معکوس (همچنین به نام "روش آزمایش عددی مختلط") است. روش رزونالیزر غیر مخرب امکان شناسایی سریع و دقیق 4 ثابت مهندسی E1 ،E2 ،G12 و v12 را برای مواد ارتوتروپیک فراهم می‌کند. برای شناسایی چهار ثابت ماده ارتوتروپ، باید سه فرکانس طبیعی اول یک صفحه آزمایش مستطیلی با ضخامت ثابت و اولین فرکانس طبیعی دو تیر آزمایش با مقطع مستطیلی اندازه‌گیری شود. یک تیر آزمایشی در امتداد جهت طولی 1 بریده می‌شود و دیگری در امتداد جهت عرضی 2 بریده می‌شود (شکل سمت راست را ببینید).
مدول یانگ تیرهای آزمایش را می‌توان با استفاده از فرمول خمشی IET برای تیرهای آزمایشی با مقطع مستطیلی پیدا کرد.
نسبت عرض/طول صفحه آزمایش باید طبق فرمول زیر برش داده شود:
این نسبت به اصطلاح "صفحه پواسون" تولید می‌کند. خاصیت جالب یک صفحه پواسون آزاد معلق این است که اشکال مقید که با 3 فرکانس تشدید اول مرتبط هستند ثابت هستند: فرکانس تشدید اول با شکل مقید پیچشی، فرکانس تشدید دوم با شکل مقید زین مرتبط است. فرکانس رزونانس سوم با شکل معین تنفس مرتبط است.
```

```

بنابراین، بدون نیاز به بررسی ماهیت اشکال مقید، IET روی یک صفحه پواسون رفتار ارتعاشی یک صفحه پواسون را نشان می‌دهد.
اکنون سوال این است که چگونه می‌توان ثابت‌های مهندسی ارتوتروپیک را از فرکانس‌های اندازه‌گیری شده با IET روی تیرها و صفحه پواسون استخراج کرد. این مشکل را می‌توان با یک روش معکوس (همچنین به نام "روش عددی/تجربی مختلط") بر اساس مدل کامپیوتری المان محدود (FE) صفحه پواسون حل کرد. یک مدل FE امکان محاسبه فرکانس‌های رزونانس را برای مجموعه‌ای از خواص مواد فراهم می‌کند
در روش معکوس، خاصیت‌های مواد در مدل اجزای محدود به‌گونه‌ای به‌روز می‌شوند که فرکانس‌های رزونانس محاسبه‌شده با فرکانس‌های رزونانس اندازه‌گیری شده مطابقت داشته باشند.
مشکلات روش‌های معکوس عبارت‌اند از:
· نیاز به مقادیر اولیه خوب برای خاصیت‌های مواد
· آیا پارامترها به جواب فیزیکی صحیح همگرا هستند؟
آیا راه حل منحصر‌به‌فرد است؟
الزامات برای به‌دست آوردن نتایج خوب عبارت‌اند از:
1. · مدل FE باید به اندازه کافی دقیق باشد
2. · اندازه‌گیری‌های IET باید به اندازه کافی دقیق باشد
3. · مقادیر شروع باید به اندازه کافی به راه‌حل نهایی نزدیک باشد تا از حداقل محلی (به جای حداقل جهانی) جلوگیری شود.
4. فرکانس‌های محاسبه شده در مدل FE صفحه پواسون باید برای تغییرات تمام پارامترهای مواد حساس باشد.

در موردی که مدول‌های یانگ (به‌دست آمده توسط IET) در روش معکوس ثابت هستند (به عنوان پارامترهای غیر متغیر) و اگر فقط نسبت پواسون v12 و مدول برشی درون صفحه G12 به عنوان پارامترهای متغیر در مدل FE در نظر گرفته شوند، روش رزونالیزر تمام نکات لازم گفته شده در فوق را برآورده می‌کند.
در واقع،
1. IET فرکانس‌های تشدید بسیار دقیقی را حتی با تجهیزات غیر متخصص ارائه می‌دهد.
2. یک FE از یک صفحه را می‌توان با انتخاب یک شبکه المان به اندازه کافی دقیق بسیار دقیق ساخت،
3. دانش اشکال مقید یک صفحه پواسون را می‌توان برای تولید مقادیر شروع بسیار خوب با استفاده از روش میدان مجازی استفاده کرد.
4. و 3 فرکانس طبیعی اول یک صفحه پواسون به تغییرات تمام ثابت‌های مهندسی ارتوتروپ حساس هستند.

## استانداردها
- ASTM E1876 - 15 روش تست استاندارد برای مدول یانگ پویا، مدول برشی و نسبت پواسون توسط تحریک ضربه ای ارتعاش . www.astm.org .
- ISO 12680-1:2005 - روش های آزمایش برای محصولات دیرگداز - قسمت 1: تعیین مدول یانگ پویا (MOE) با تحریک ضربه ای ارتعاش . ISO
- DIN EN 843-2:2007 سرامیک های فنی پیشرفته - خواص مکانیکی سرامیک های یکپارچه در دمای اتاق." webstore.ansi.org .

## References
1. ↑  Roebben, G.; Bollen, B.; Brebels, A.; Van Humbeeck, J.; Van Der Biest, O. (1997-12-01). "Impulse excitation apparatus to measure resonant frequencies, elastic moduli, and internal friction at room and high temperature". Review of Scientific Instruments. 68 (12): 4511–4515. Bibcode:1997RScI...68.4511R. doi:10.1063/1.1148422. ISSN 0034-6748.
2. ↑  Roebben, G; Basu, B; Vleugels, J; Van Humbeeck, J; Van der Biest, O (2000-09-28). "The innovative impulse excitation technique for high-temperature mechanical spectroscopy". Journal of Alloys and Compounds. Intern. Conf. Internal Friction and Ultrasonic Attentuation in Solids (ICIFUAS-12). 310 (1–2): 284–287. doi:10.1016/S0925-8388(00)00966-X.
3. ↑  Massara, Nazareno; Boccaleri, Enrico; Milanesio, Marco; Lopresti, Mattia (1 October 2021). "IETeasy: An open source and low-cost instrument for impulse excitation technique, applied to materials classification by acoustical and mechanical properties assessment". HardwareX. 10: e00231. doi:10.1016/j.ohx.2021.e00231. PMC 9123443. PMID 35607698.
4. ↑  Jung, Il-Chan; Kang, Deok-Gu; Cooman, Bruno C. De (2013-11-26). "Impulse Excitation Internal Friction Study of Dislocation and Point Defect Interactions in Ultra-Low Carbon Bake-Hardenable Steel". Metallurgical and Materials Transactions A (به انگلیسی). 45 (4): 1962–1978. doi:10.1007/s11661-013-2122-z. ISSN 1073-5623.
5. ↑  Germany, GHI/RWTH-Aachen, Aachen, Germany, Institute of Mineral Engineering – Department of Ceramics and Refractory Materials, Aachen (2015-01-01). "Estimation of Damage in Refractory Materials after Progressive Thermal Shocks with Resonant Frequency Damping Analysis". Journal of Ceramic Science and Technology (به انگلیسی). 7 (2). doi:10.4416/jcst2015-00080.
6. ↑  Massara, Nazareno; Boccaleri, Enrico; Milanesio, Marco; Lopresti, Mattia (1 October 2021). "IETeasy: An open source and low-cost instrument for impulse excitation technique, applied to materials classification by acoustical and mechanical properties assessment". HardwareX. 10: e00231. doi:10.1016/j.ohx.2021.e00231. PMC 9123443. PMID 35607698.
7. ↑  Non-destructive testing : proceedings of the First Joint Belgian-Hellenic Conference on Non-Destructive Testing, Patras, Greece, 22-23 May 1995. Hemelrijck, Danny van., Anastassopoulos, Athanassios. Rotterdam: A.A. Balkema. 1996. ISBN 90-5410-595-X. OCLC 35306088.{{cite book}}:  نگهداری CS1: سایر موارد (link)
8. ↑  "Theoretical Background of the Resonalyser Procedure".
9. ↑  T. Lauwagie, H. Sol, G. Roebben, W. Heylen and Y. Shi (2002). "Validation_of_the_Resonalyser_method_an_inverse_method_for_material_identification".{{cite web}}:  نگهداری یادکرد:نام‌های متعدد:فهرست نویسندگان (link)
10. ↑  Lauwagie, Tom; Sol, Hugo; Roebben, Gert; Heylen, Ward; Shi, Yinming; Van der Biest, Omer (2003-10-01). "Mixed numerical–experimental identification of elastic properties of orthotropic metal plates". NDT & E International (به انگلیسی). 36 (7): 487–495. doi:10.1016/S0963-8695(03)00048-3. ISSN 0963-8695.